# Nie ma mowy
Nie ma mowy (ang. Speechless) – amerykański serial telewizyjny (komedia) wyprodukowany przez Silver and Gold Productions, The Detective Agency, ABC Studios oraz 20th Century Fox Television. Twórcą serialu jest Scott Silveri. Speechless jest emitowany od 21 września 2016 roku przez ABC.

W Polsce "Nie ma mowy" jest emitowany od 3 czerwca 2017 roku przez Fox Comedy.
11 maja 2019 roku, stacja ABC ogłosiła zakończenie produkcji serialu po trzech sezonach.

## Fabuła
Serial skupia się na Mayi DiMeo, matce trójki dzieci, która jest w stanie zrobić wszystko dla swojej rodziny, zwłaszcza dla syna J.J, chorego na porażenie mózgowe.

## Obsada
- Minnie Driver jako Maya DiMeo[4]
- John Ross Bowie jako Jimmy DiMeo[5]
- Mason Cook jako Ray DiMeo[4]
- Micah Fowler jako J.J. DiMeo[6]
- Kyla Kenedy jako Dylan DiMeo[7]
- Cedric Yarbrough jako Kenneth[8]

## Odcinki
| Sezon | Odcinki | Oryginalna emisja   | Oryginalna emisja | Oryginalna emisja | Oryginalna emisja | Oryginalna emisja |
| Sezon | Odcinki | Premiera sezonu     | Finał sezonu      | Premiera sezonu   | Finał sezonu      |                   |
| ----- | ------- | ------------------- | ----------------- | ----------------- | ----------------- | ----------------- |
| 1     | 23      | 21 września 2016    | 17 maja 2017      | 3 czerwca 2017    | 8 lipca 2017      |                   |
| 2     | 18      | 27 września 2017    | 21 marca 2018     | 27 maja 2018      | 22 lipca 2018     |                   |
| 3     | 22      | 5 października 2018 | 12 kwietnia 2019  | 7 kwietnia 2019   | 16 czerwca 2019   |                   |

## Produkcja
- 20 marca 2016 roku Cedric Yarbrough dołączył do serialu[8].
- W maju 2016 roku ogłoszono, że Minnie Driver, Mason Cook, Micah Fowler, Kyla Kenedy oraz John Ross Bowie dołączyli do obsady[4][5][6][7].
- 13 maja 2016 roku stacja ABC zamówiła pierwszy sezon serialu na sezon telewizyjny 2016/17[15][16].
- 29 września 2016 roku, stacja ABC ogłosiła zamówienie pełnego sezonu[17].
- 12 maja 2017 roku, stacja ABC ogłosiła przedłużenie serialu o drugi sezon[18]
- 11 maja 2018 roku, stacja ABC ogłosiła przedłużenie serialu o trzeci sezon[19]